# О’Брайен де Ласи, Теренций
Теренций О’Брайен де Ласи (пол. Terencjusz O’Brien de Lacy, 30 мая 1885 год, Августовек, около Гродно, Российская империя — дата и место смерти не известны, Польша) — граф Ласси, полковник кавалерии Войска Польского.

## Биография
Родился 30 апреля 1895 года в родовой усадьбе Августовек около Гродно. Во время Первой мировой войны служил офицером в «Дикой дивизии». После Октябрьской революции возвратился в родовое имении под Гродно. В 1921 году принял командование 10-м Литовским Уланским полком в Белостокском гарнизоне. В 1922 году был возведён в звание подполковника. С 1922 году исполнял обязанности командующего 13-го Виленского Уланского полка, расположенного в городе Глубокое. С 1927 года был инспектором кавалерии в Гродно. С 30 ноября 1928 года ушёл в отставку и направлен в запас Командования военного Округа Корпуса III в Гродно.
Дальнейшая судьба не известна.

## Семья
Был старшим братом Мауриция О’Брайена де Ласи и Патрика О’Брайена де Ласи. Дочь Нелли О’Брайен де Ласи во время Второй мировой войны эмигрировала в Аргентину, где стала известной художницей.